# Partido Almirante Brown
Almirante Brown ist ein Partido der Provinz Buenos Aires im östlichen Argentinien. Das Gebiet gehört zum Ballungsraum der Hauptstadt Buenos Aires. Hauptstadt ist Adrogué.
Das Partido grenzt (im Uhrzeigersinn) im Nordwesten an Lomas de Zamora, im Nordosten an Quilmes, im Südosten an Florencio Varela, im Süden an Presidente Perón und im Westen an Esteban Echeverría.

## Ortschaften
Das Partido ist in folgende 12 Ortschaften gegliedert (Volkszählung 2001):
- Adrogué (28.265 Einwohner)
- Burzaco (86.113 Einwohner)
- Claypole (41.176 Einwohner)
- Don Orione (43.294 Einwohner)
- Rafael Calzada (56.419 Einwohner)
- Glew (57.878 Einwohner)
- Longchamps (47.622 Einwohner)
- Malvinas Argentinas (24.132 Einwohner)
- José Mármol (40.612 Einwohner)
- Ministro Rivadavia (16.740 Einwohner)
- San José (44.961 Einwohner)
- Solano (28.344 Einwohner)